# Оджак (громада)
Оджак (босн. і хорв. Opština Odžak, серб. Општина Оџак) — боснійська громада, розташована в Посавському кантоні Федерації Боснії і Герцеговини. Адміністративним центром є місто Оджак.
| Боснія і Герцеговина | Це незавершена стаття з географії Боснії і Герцеговини. Ви можете допомогти проєкту, виправивши або дописавши її. |